# World Central Kitchen
World Central Kitchen (WCK) est une organisation non gouvernementale (ONG) à but non lucratif fondée en 2010, par le célèbre chef cuisinier José Andrés. Elle se consacre à fournir des repas à la suite de catastrophes naturelles.
L'organisation a préparé de la nourriture en Haïti à la suite de son tremblement de terre dévastateur. 
Sa méthode de fonctionnement est d'être un premier intervenant, puis de collaborer et de galvaniser des solutions avec des chefs locaux pour résoudre le problème de la faim, immédiatement après une catastrophe.

## Secours aux sinistrés

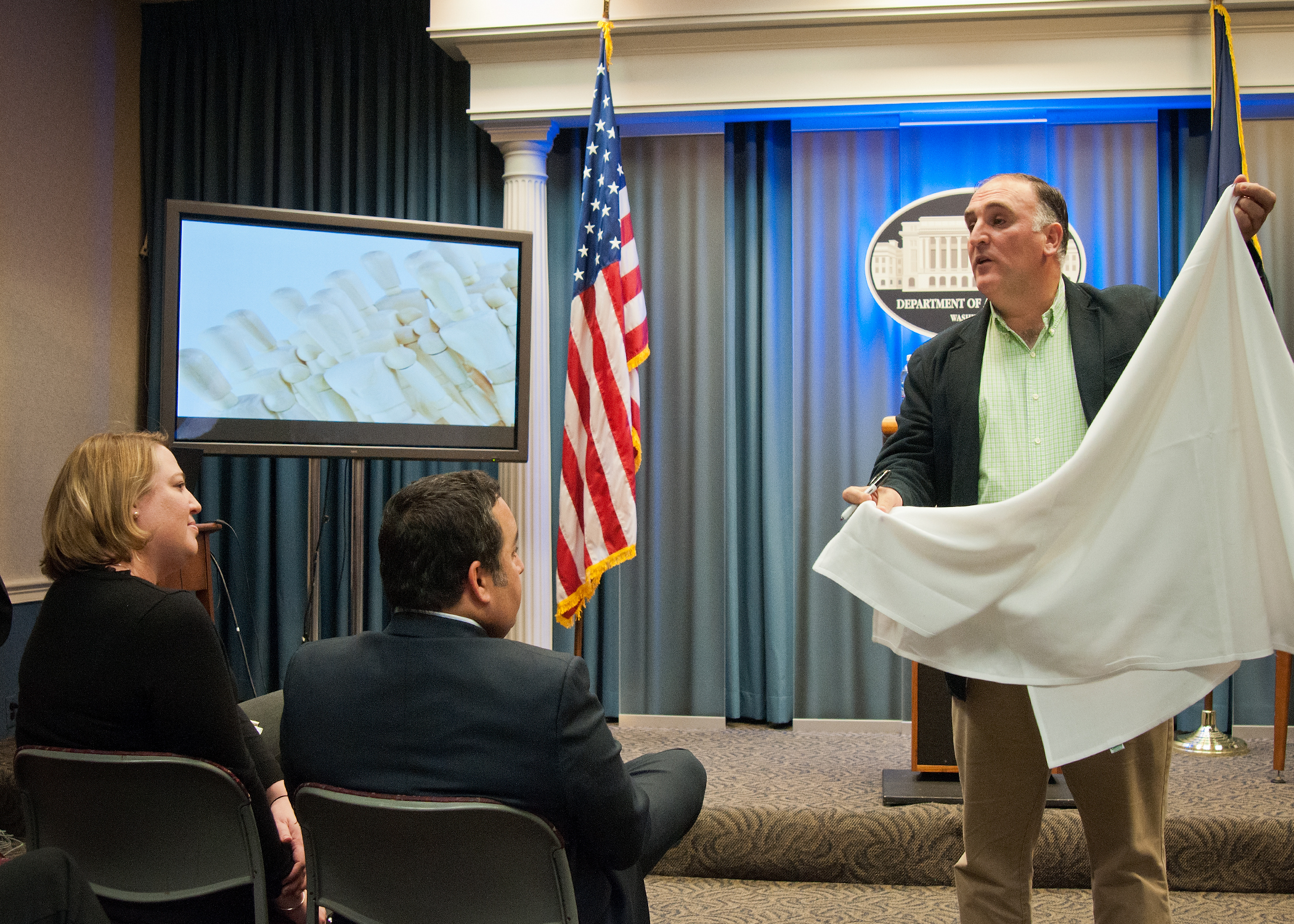
Le chef José Andrés avec le personnel de liaison de la Maison Blanche.

Depuis sa création, cette ONG a organisé des repas en République dominicaine, au Nicaragua, en Zambie, à Mayotte, au Pérou, à Cuba, en Ouganda, aux Bahamas, au Cambodge et aux États-Unis,,.

### Ouragan Maria de Porto Rico
José Andrés est devenu un chef de file des efforts de secours en cas de catastrophe à Porto Rico à la suite de l'ouragan Maria en 2017. Ses efforts pour fournir de l'aide ont rencontré des obstacles de la part de la FEMA et des bureaucrates du gouvernement, alors à la place, "nous avons juste commencé à cuisiner". Il a organisé un mouvement local de chefs et de bénévoles pour établir des communications, des approvisionnements alimentaires et d'autres ressources et a commencé à servir des repas. Andrés et son organisation World Central Kitchen (WCK)  ont servi plus de deux millions de repas au cours du premier mois après l'ouragan,,. WCK a reçu deux contrats à court terme de la FEMA et a servi plus de repas que l'Armée du Salut ou la Croix-Rouge, mais sa demande de soutien à plus long terme a été rejetée. WCK a créé des centres de résilience sur l'île et installé un réseau d'hydropanneaux dans une serre à San Juan pour fournir de l'eau potable.
Pour ses efforts à Porto Rico, Andrés a été nommé Humanitaire de l'année 2018 par la Fondation James Beard. Il a écrit un livre sur l'expérience intitulé We Fed an Island: The True Story of Rebuilding Puerto Rico, One Meal at a Time.

### Événements 2017-2019

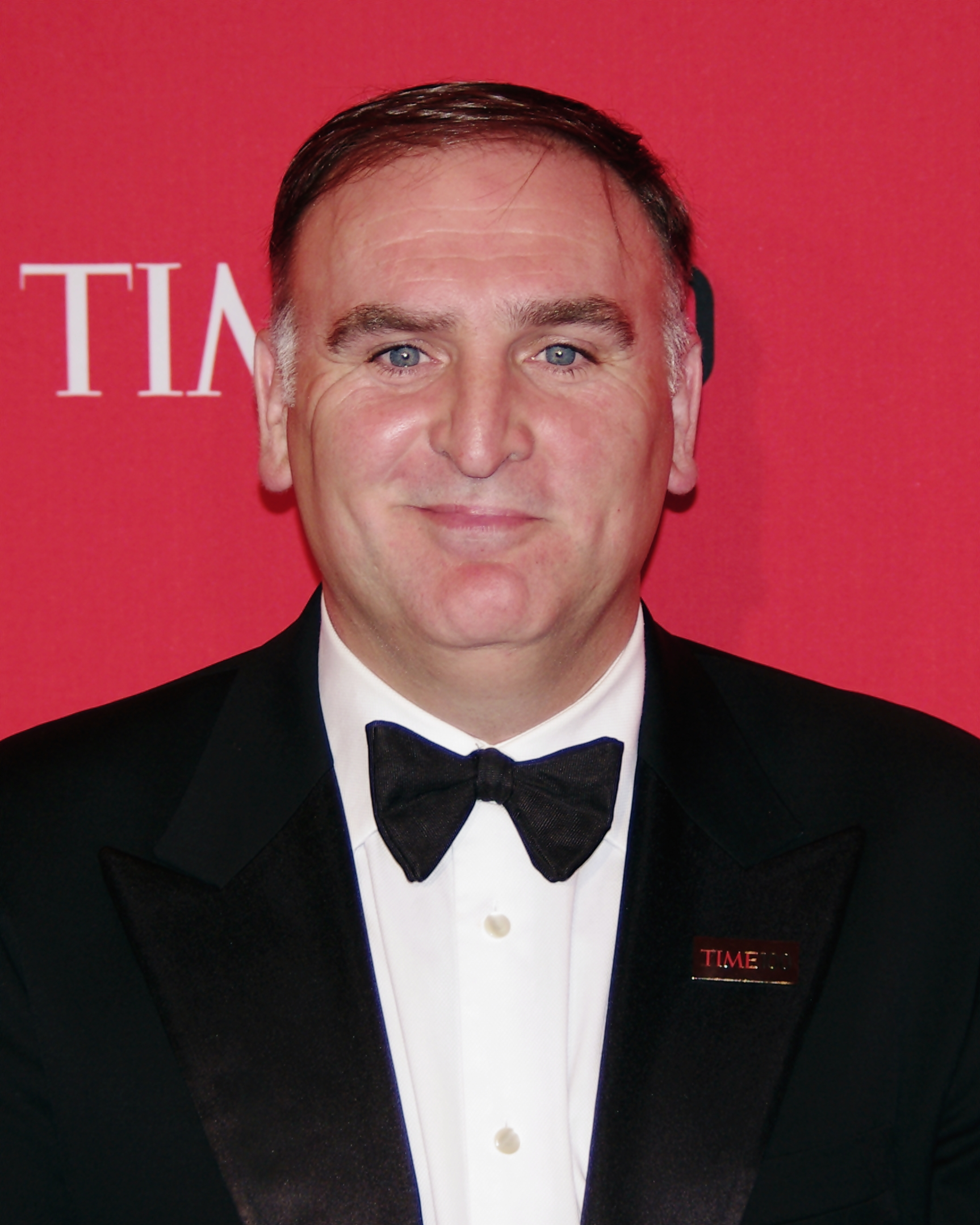
José Andrés au gala Time 100 2012

En août 2017, WCK coordonnait ses efforts avec la Croix-Rouge américaine et travaillait à Houston, au Texas, à la suite de l'ouragan Harvey. WCK a opéré dans le sud de la Californie dans le comté de Ventura lors de l'incendie Thomas de décembre 2017 pour aider les pompiers et les premiers intervenants et a fourni de la nourriture aux familles touchées par les incendies.
Une cuisine pour servir les communautés hawaïennes touchées par une éruption volcanique en juin 2018 a été mise en place. En septembre 2018, WCK a travaillé en Caroline du Sud à la suite de l'ouragan Florence. En novembre 2018, WCK et Andrés se sont associés aux chefs Guy Fieri et Tyler Florence et à la Sierra Nevada Brewing Company locale pour offrir un dîner de Thanksgiving à 15 000 survivants de Camp Fire dans le comté de Butte, en Californie.
En janvier 2019, WCK et Andrés ont ouvert un restaurant sur Pennsylvania Avenue, à Washington, DC, pour nourrir les travailleurs fédéraux qui ont été licenciés pendant la fermeture du gouvernement . En septembre 2019, WCK et Andrés ont ouvert des cuisines aux Bahamas pour nourrir les gens à la suite de l'ouragan Dorian. En octobre, ils ont aidé dans le comté de Sonoma, en Californie, en collaboration avec des chefs locaux tels que Guy Fieri, lors de l' incendie de Kincade.

### 2020 - 2023
Début mars 2020, le navire de croisière Grand Princess était en quarantaine près de San Francisco en raison de la pandémie de COVID-19. WCK en collaboration avec Bon Appetit Management Company, a nourri des milliers de passagers bloqués pendant env. une semaine pendant que la logistique était mise au point. Plus de 50 000 repas ont été servis pendant cette crise.
À la mi-mars 2020, Andrés a transformé huit de ses restaurants de New York et de Washington, DC en soupes populaires pour soutenir les clients touchés par la crise du COVID-19. Fin mars 2020 dans la région de la baie de San Francisco, WCK a collaboré avec Frontline Foods afin de fournir un effort open source pour livrer des repas des restaurants locaux au personnel hospitalier local, dont beaucoup ont été négativement affectés par les fermetures de COVID-19. Il a ensuite assumé la responsabilité et la gestion de l'opération Frontline Foods,.
En avril 2020, Andrés s'est associé aux Washington Nationals et au World Central Kitchen pour utiliser le stade de l'équipe à Washington, DC, comme cuisine et installation de distribution de repas gratuits.

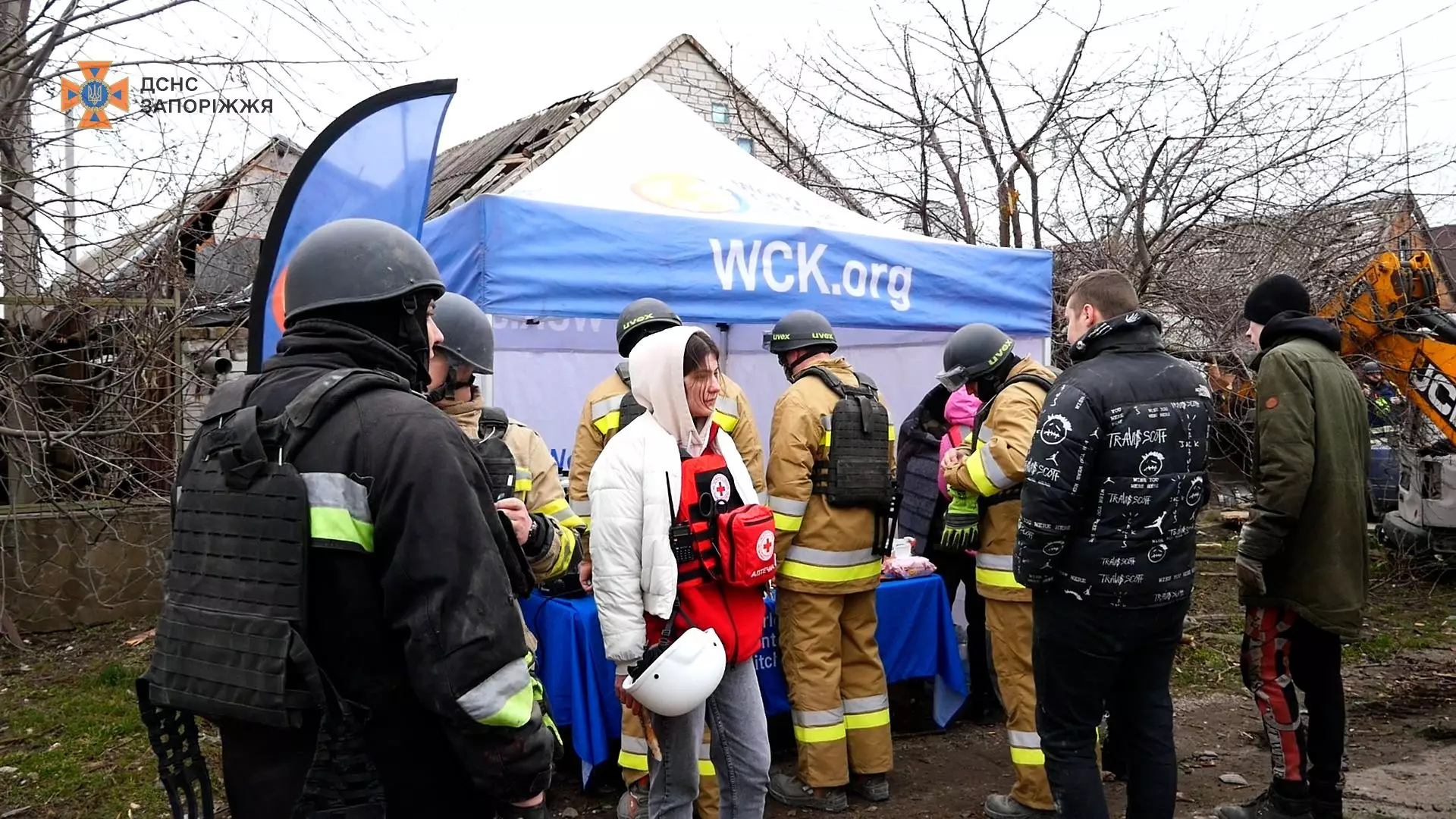
Présent en mars 2024 à Zaporijjia après des bombardements.

Fin février 2022, Andrés et World Central Kitchen sont intervenus à plusieurs endroits, y compris dans les zones frontalières et à Kharkiv, en Ukraine, durement touchée, pour distribuer des repas lors de l'invasion russe de l'Ukraine en 2022 . Au 2 mars 2022, WCK a ouvert 8 cuisines à la frontière entre l'Ukraine et la Pologne.
En 2023, l'organisation non-gouvernementale est également présente pour acheminer de la nourriture aux rescapés du Séismes de 2023 en Turquie et Syrie.

### 2024: Gaza
Pendant les opérations militaires d'Israël dans la bande de Gaza, WCK est, de loin, le principal opérateur humanitaire qui fournit de la nourriture aux Palestiniens.
En mars 2024, World Central Kitchen affrète un navire depuis Chypre pour acheminer 200 tonnes de nourritures pour la Bande de Gaza alors qu'une importante crise humanitaire a lieu durant la guerre à Gaza depuis 2023. Fin mars, un 2e navire est obligé de faire demi-tour et retourner à Chypre.
Le 26 mars, Israël décide de ne plus autoriser le passage des convois alimentaires de l'organisation officielle des Nations Unies, l'UNRWA, dont 176 employés ont déjà été tués, et de ne plus laisser qu'une partie des convois de l'OCHA. World Central Kitchen continue à jouir de la confiance d'Israël.
Le 1er avril 2024, sept employés de World Central Kitchen, de nationalité polonaise, australienne, irlandaise et britannique, travaillant dans la distribution de nourriture dans ce cadre, sont tués à Gaza dans un véhicule par un missile envoyé par l'armée israélienne. Après cet incident majeur, World Central Kitchen suspend ses interventions dans Gaza.
Le 30 novembre 2024, trois membres de l'ONG sont tués dans une frappe israélienne à Khan Younès. L'armée israélienne reconnait avoir délibérément tué les humanitaires, accusant l'un d'eux, de nationalité palestinienne, d’être un « terroriste ». World Central Kitchen annonce à nouveau interrompre ses opérations.
En 2025, World Central Kitchen est l'une des seules ONG à être encore autorisées par Israël à intervenir auprès de la population gazaouie. Le 17 juin, l'armée israélienne massacre des dizaines de Palestiniens qui attendaient une distribution de nourriture auprès de l'ONG ; 59 personnes sont tuées et 200 blessées. D’après des témoins, deux missiles tirés par des drones israéliens ont d’abord frappé la foule, suivis peu après par des obus venus d’un char posté à environ 500 mètres.